# Paarbladig fonteinkruid
Paarbladig fonteinkruid (Groenlandia densa, synoniem: Potamogeton densus) is een vaste plant die behoort tot de fonteinkruidfamilie (Potamogetonaceae). De soort komt van nature voor in Europa, West-Azië en Noord-Afrika en is verder verspreid naar Amerika en Australië. De soort staat op de Nederlandse Rode lijst van planten als een soort die in Nederland vrij zeldzaam en stabiel of toegenomen is. Het aantal chromosomen 2n = 30.
De plant heeft een 1 mm dikke, stengelachtige, vertakte wortelstok en alleen ondergedoken, stengelomvattende bladeren. Op een knoop staan twee bladeren bijna tegenoverelkaar. De paren bladeren zitten recht boven elkaar. Er zijn geen steunblaadjes bij de stengelbladeren. De eironde tot lancetvormige, stompe bladeren zijn 10-40 mm lang en 3-15 mm breed en hebben naar de top een fijn gezaagde bladrand. De bladeren hebben drie tot zeven in de lengte lopende nerven en vaak een iets golvende rand. De stengel is 10-30 (50) cm lang, maar in stromend water is de stengel veel langer. Vaak worden er aan de stengel witte bijwortels gevormd.
Paarbladig fonteinkruid bloeit van mei tot in september. De bloeiwijze is een aar met één tot vier viertallige bloemen. De bloemdekbladen zijn vrijstaand. De bloemen hebben vier meeldraden. Na de bloei buigen de 5-15 mm lange bloemstelen terug. De aar heeft een schutblad in de vorm van twee zijdelingse oortjes.
De dunwandige, leerachtige, scherp gekielde vrucht is een 3-4 mm grote  steenvrucht met een haakvormige snavel.

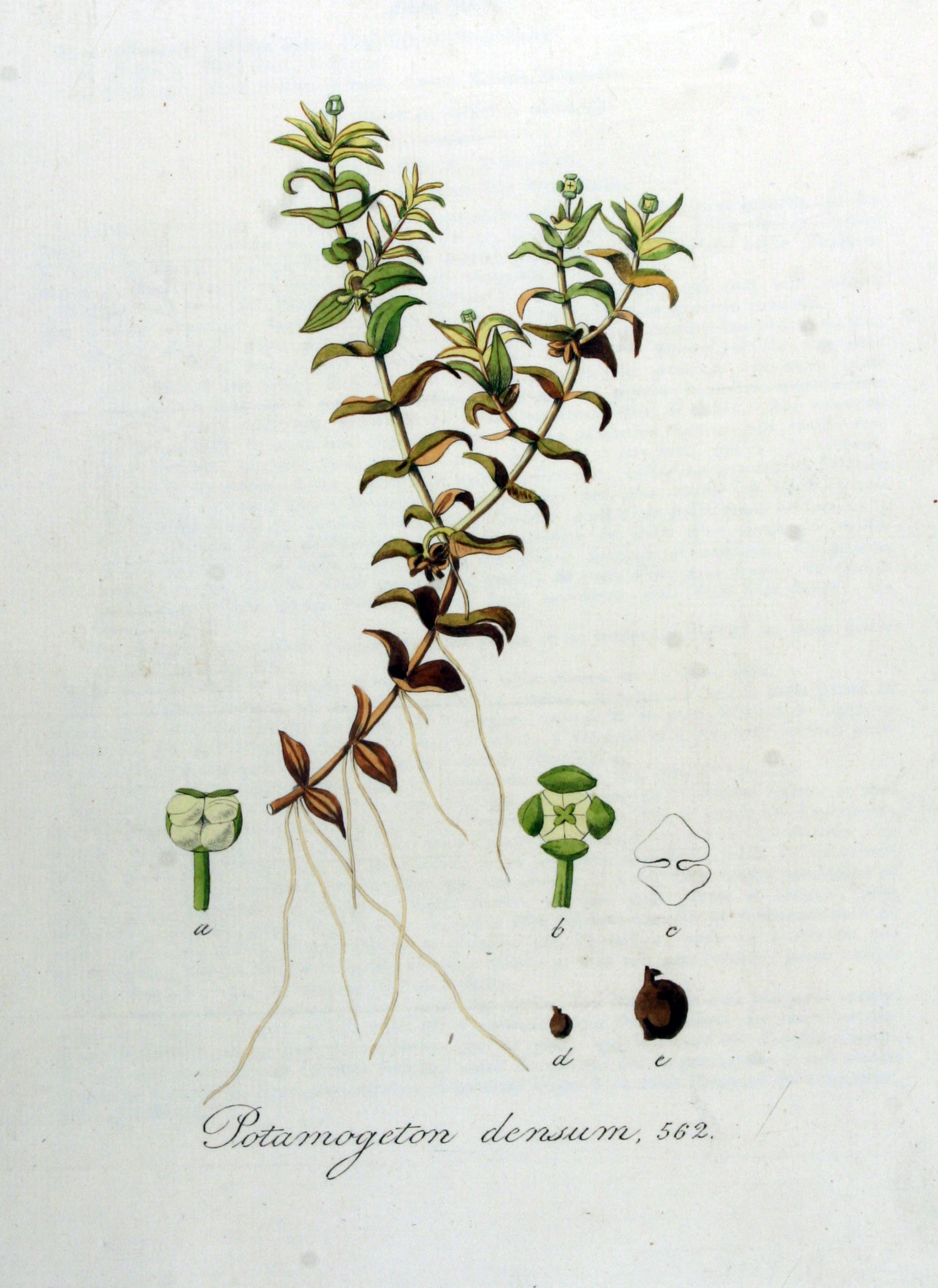
Illustratie uit Jan Kops: Flora Batava.

## Voorkomen
Paarbladig fonteinkruid komt voor in stromend of stilstaand, helder, voedselrijk, meestal ondiep water.